# Шер Мухаммад
Шер Мухаммад (*д/н — бл. 1428) — хан Могулістану в 1421—1425 роках.

## Життєпис
Походив з династії Чингізидів. Син Мухаммад-хана, володаря Могулістану. Після смерті батька у 1415 році отримав частину володінь, ймовірно, в Семиріччі. У 1420 році повстав проти свого небожа Увайса, хана Могулістану. На бік Шер Мухаммада перейшло впливове тюрко-монгольске плем'я дуглат. Також допомогу надав Улугбек, правитель Тимурідів у Мавераннахрі. У 1421 році переміг суперника та здобув трон. Натомість визнав зверхність Улугбека, а 1422 року поступився володіннями в долинах річок Чу і Талас.
Втім, невдовзі став проводити політику, спрямовану на здобуття незалежності від Тимурнидів. У 1425 році відкрито виступив проти Улугбека, відмовившись видати військовика-втікача з Фергани. При цьому намагався знову відновити владу в Хотані. Основні бойові дії точилися в долині Чу, де війська Шер Мухаммада двічі зазнали поразок. Згодом бойові дії точилися біля озера Іссик-куль та в долині річки Ілі. Утім, спроби Шер Мухаммада виправити військову кампанію на свою користь не мали успіху. В результаті значна частина Могулістана була сплюндрована. Але Шер Мухаммад зумів зберегти владу.
Проте невдовзі проти нього виступив колишній хан Увайс, що почав діяти біля озера Лобнор. Того ж року Шер Мухаммада було повалено. Але він вів боротьбу за повернення на трон у північно-західних районах до самої смерті у 1428 році.